# João Rodrigues da Silva Couto
João Rodrigues da Silva Couto (Coimbra, 1892 — Lisboa, 1968), mais conhecido por João Couto, foi um historiador de arte, especialista em pintura portuguesa, que foi diretor do Museu Nacional de Arte Antiga. É autor de uma extensa obra sobre arte portuguesa, pintura e restauro de obras de arte.

## Biografia
Bacharel em Direito e licenciado em ciências Histórico-Geográficas e Filosóficas, nasceu em Coimbra, em 1892, e faleceu em Lisboa no ano de 1968. Mais conhecido por João Couto, como assinava, foi aluno de António Garcia Ribeiro de Vasconcelos e Eugénio de Castro, frequentadores das tertúlias culturais que Rodrigues da Silva, seu tio, promovia na farmácia de sua propriedade onde o jovem Couto também participava.
Historiador de arte, especialista em pintura portuguesa, foi diretor do Museu Nacional de Arte Antiga e é autor de uma extensa obra sobre arte portuguesa, pintura e restauro de obras de arte.  Iniciou sua trajetória profissional como educador. Segundo a doutora em Museologia Maria Mota Almeida em seus estudos sobre sua pessoa,João Couto “foi um cidadão empenhado na intervenção cívica e educativo-pedagógica, e cujas ideias e ideais se vão refletir na prática quotidiana, apesar da sua opinião poder colidir com teorias emanadas pelo poder instituído. Podemos identificar um núcleo dicotómico agregador a partir do qual explana todas as suas ideias sobre o ato de educar: a educação ativa (inovadora /moderna) versus a educação passiva (tradicional), a que está em vigor na época em que escreve. Esta dicotomia torna-se determinante para a estruturação das suas ideias. A caracterização do que entende ser a educação ativa é sempre acompanhada por um núcleo global e associado de características que se podem agrupar como sendo uma conceção de escola encarada como instituição viva e a importância do estudo da arte em qualquer grau de ensino. Isso configurado num quadro justificativo do processo de aprendizagem centrado na formação integral do ser humano. Formação esta, alicerçada na responsabilização das instituições culturais em todo o processo, bem como do indivíduo enquanto sujeito da sua própria educação”.
Defensor da ‘educação pela arte’, exercita esse conceito dentro e fora do espaço escolar, promovendo o contato direto de seus alunos com o património histórico-cultural, principalmente com os museus. Tem suas propostas mais bem executadas quando leciona no "Liceu Normal D. João III", da "Escola Brotero", em Coimbra, e, simultaneamente, é conservador tirocinante no "Museu Machado de Castro", até 1924.
Desde muito cedo, manifestou interesse nas ideias anglo-saxônicas. Em 1914, realizou estágios na National Gallery  e no Victoria & Albert Museum, em Londres, e que tiveram sua conclusão interrompida em virtude do início da primeira grande guerra, determinando sua volta a Portugal antes do tempo. Porém, a introspeção no mundo dos museus não se extingue com esse regresso. A partir dele se volta para a América procurando por novidades. O contato com a bibliografia norte-americana, sobretudo pelos Boletins existentes no "Museu Nacional de Arte Antiga - MNAA", conseguidos por permuta , é tão determinante em sua atuação que quando organiza e coordena o primeiro ‘Serviço de extensão escolar’ desse Museu Nacional, em Lisboa, no final da década de 1920, segue de muito perto o programa do Metropolitan Museum de Nova York.
Em 1924, fixa residência em Lisboa, pedindo transferência para o "Liceu Pedro Nunes" para poder atender convite de José de Figueiredo para atuar no MNAA como conservador tirocinante (1924-28). Concilia pedagogicamente estas duas ocupações, começando a estabelecer uma relação próxima entre seus alunos e o museu onde trabalha voluntariamente, implementando, na prática, o que sempre defendeu: a educação integral por meio do contato direto com as obras de arte. 
Entre os anos de 1928 e 1930 torna-se conservador adjunto do "Museu Nacional de Arte Antiga", quando cria o primeiro ‘Serviço de extensão escolar'. No sentido de atingir os objetivos a que se propunha, diversifica atividades onde inclui a realização de palestras, visitas, cursos e conferências, além da projeção de filmes, informando periodicamente às escolas de Lisboa as ações do museu. Dirige o Boletim dos Museus Nacionais de Arte Antiga  criado em 1939.
Participa de concurso para Conservador do "Museu-Biblioteca Condes de Castro Guimarães", em Cascais, pelo fato de José de Figueiredo fazer parte da sua administração e, pelo empenho demonstrado, passa a atuar nesse espaço.
Em 1932, João Couto regressa ao "Museu Nacional de Arte Antiga" onde, após a morte de José de Figueiredo, assume função de direção que ocupará brilhantemente de 1938 a 1962. Como seu diretor põe em prática o que acredita ser um museu moderno, seguindo as influências internacionais a que se sujeitou.
Organiza, em 1953, o ‘Centro Infantil’, cuja responsabilidade direta delega à pintora Madalena Cabral, e que irá influenciar a criação, na década de 1960, dos Serviços Educativos de vários museus: "Museu Soares dos Reis", no Porto, "Museu de Aveiro", "Museu Grão Vasco", em Viseu, "Museu - Biblioteca Condes de Castro Guimarães", em Cascais, Museu da "Fundação Calouste Gulbenkian", em Lisboa. Com denominações diversas, como:‘Serviço Infantil’, ‘Serviço Educativo’ e ‘Serviço de Educação’, inspirou vários outros serviços educativos em seu país.
Existe colaboração artística de sua autoria na Mocidade Portuguesa Feminina: boletim mensal (1939-1947).
Foi agraciado com os seguintes graus das Ordens Honoríficas Portuguesas: Comendador da Ordem Militar de Sant'Iago da Espada (29 de junho de 1959), Comendador da Ordem do Infante D. Henrique (19 de julho de 1961) e Grande-Oficial da Ordem da Instrução Pública (31 de agosto de 1967).